# Sverre Farstad
Sverre Melvin Farstad (8. února 1920 Trondhjem – 27. března 1978 Oslo) byl norský rychlobruslař.
První mezinárodní starty absolvoval v roce 1946, kdy se také zúčastnil neoficiálního Mistrovství Evropy. O rok později již na kontinentálním šampionátu vybojoval bronzovou medaili a z Mistrovství světa si přivezl stříbro. Na Zimních olympijských hrách 1948 zvítězil v závodě na 1500 m a byl šestý na sprinterské pětistovce. Na Mistrovství Evropy skončil tento rok těsně pod stupni vítězů jako čtvrtý, na světovém šampionátu byl jedenáctý. Poslední medaili, zlatou, získal na Mistrovství Evropy 1949. V dalších letech již startoval pouze v menších závodech nebo na norských šampionátech, posledního závodu se zúčastnil v roce 1958.